# Квартика Клейна

Квартика Клейна с двумя двойственными графами Клейна
(14-угольные рёбра, помеченные одинаковыми числами означают одно ребро.)
Квартика Клейна является фактор-мозаикой семиугольной мозаики (зелёный 3-регулярный граф) и её двойственной треугольной мозаики (фиолетовый 7-регулярный граф).

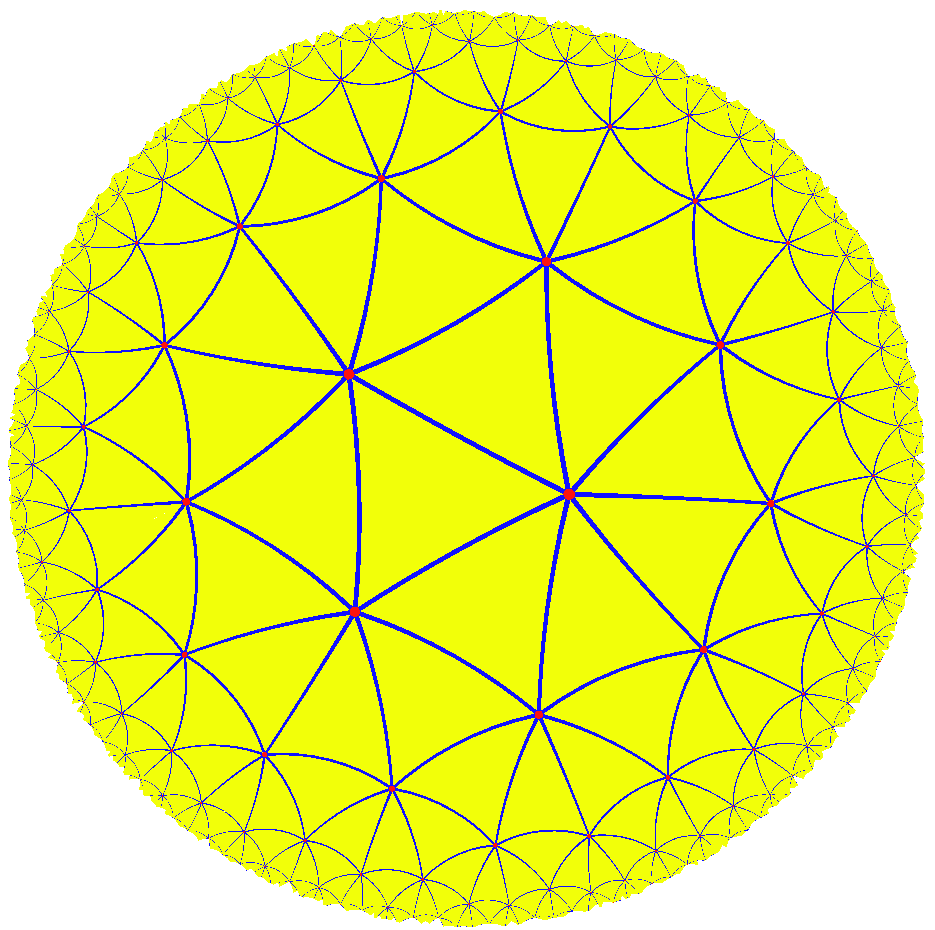
Квартика Клейна является фактор-пространством треугольной мозаики порядка 7.

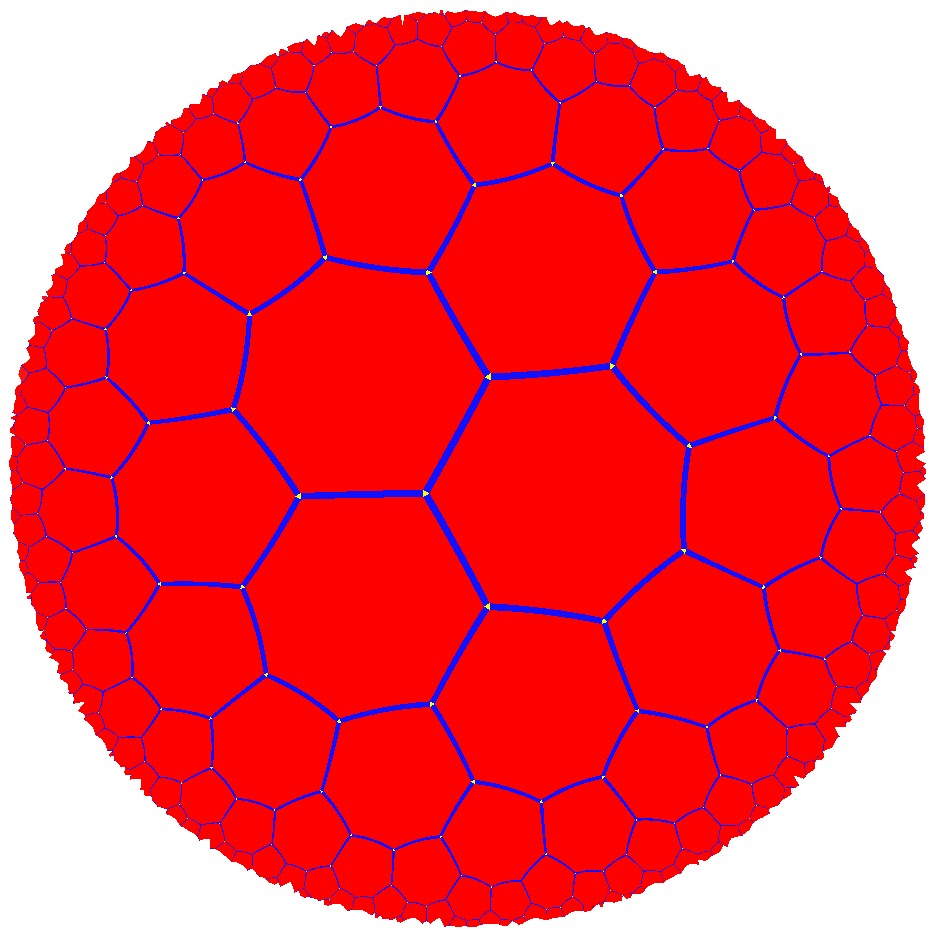
С точки зрения двойственности квартика Клейна является фактор-пространством двойственной мозаики, семиугольной мозаики порядка 3.

В гиперболической геометрии квартика Клейна (поверхность четвёртого порядка Клейна), названная именем Феликса Клейна, является компактной римановой поверхностью рода 3 с максимально высокого порядка группой автоморфизмов для этого порядка, а именно, с 168 сохраняющими ориентацию автоморфизмами и 168 × 2 = 336 автоморфизмами, если разрешить смену ориентации.  Квартика Клейна является поверхностью Гурвица наименьшего возможного рода. См. статью «Теорема Гурвица об автоморфизмах».  Её группа (сохраняющих ориентацию) автоморфизмов изоморфна PSL(2, 7), вторая по размеру неабелева простая группа (первая — знакопеременная группа A5). Квартика была впервые описана Клейном в статье 1878 года.
Квартика Клейна возникает во многих областях математики в таких контекстах, как теория представлений, теория гомологий, умножение октонионов, великая теорема Ферма и теорема Старка — Хигера на мнимых полях квадратичного числового поля с числом классов один. См. статью Леви для деталей.
Первоначально «квартика Клейна» относилась к подмножеству комплексной проективной плоскости P2(C), определённому алгебраическим уравнением. Она имеет определённую риманову метрику (которая делает квартику минимальной поверхностью в P2(C)), при которой гауссова кривизна не постоянна. Но более часто (как и в этой статье) квартика теперь понимется как любая риманова поверхность, которая конформно эквивалентна этой алгебраической  кривой, и, в частности, как поверхность, которая является фактор-пространством гиперболической плоскости H2 по некоторой кокомпактной группе G, которая действует свободно на H2 путём изометрий. Это даёт квартике Клейна риманову метрику постоянной кривизны −1, которая наследуется от H2. Это множество конформно эквивалентных римановых поверхностей является в точности тем же, что и римановы поверхности рода 3, чьи конформные автоморфизмы изоморфны единственной простой группе порядка 168. Эта группа известна также как PSL(2, 7) и как изоморфная группе PSL(3, 2). По теории накрывающих пространств, группа G, упомянутая выше, изоморфна фундаментальной группе компактной поверхности рода 3.

## Замкнутые и открытые формы
Важно различать две различные формы квартик. Обычно подразумевается замкнутая квартика. Топологически квартика имеет род 3 и является компактным пространством. Открытая или «выколотая» квартика представляет интерес в теории чисел. Топологически квартика является поверхностью рода 3  с 24 выколотыми точками и геометрически эти выколотые точки являются каспами. Открытая квартика может быть получена (топологически) из замкнутой квартики путём выкалывания 24 центров мозаики из правильных семиугольников как описано ниже. Открытая и замкнутая квартики имеют различные метрики, хотя они обе гиперболические и полны — геометрически, каспы являются «точками на бесконечности», не дырами, вследствие чего открытая квартика остаётся полной.

## Как алгебраическая кривая
Квартику Клейна можно рассматривать как проективную алгебраическую кривую над комплексными числами C, определённую следующим уравнением в однородных координатах [x:y:z] на {\displaystyle \mathbf {P} ^{2}(\mathbf {C} )}:
{\displaystyle x^{3}y+y^{3}z+z^{3}x=0.}
Геометрическое место точек решений этого уравнения в P2(C) является оригинальной поверхностью Римана, которую описывал Клейн.

## Построение на основе алгебры кватернионов
Компактную квартику Клейна можно построить как фактор-пространство гиперболической плоскости по действию подходящей фуксовой группы {\displaystyle \Gamma (I)}, которая является главной конгруэнтной группой, ассоциированной с идеалом {\displaystyle I=\langle \eta -2\rangle } в кольце целых чисел {\displaystyle \mathbf {Z} (\eta )}  поля {\displaystyle \mathbf {Q} (\eta )}, где {\displaystyle \eta =2\cos(2\pi /7)}.  Заметим, что уравнение
{\displaystyle (2-\eta )^{3}=7(\eta -1)^{2},}
показывает, что {\displaystyle 2-\eta } имеет делителем число 7 в кольце целых.
Группа {\displaystyle \Gamma (I)} является подгруппой (2,3,7) гиперболической группы треугольников.  А именно, {\displaystyle \Gamma (I)} является подгруппой группы элементов с единичной нормой в алгебре кватернионов как ассоциативной алгебре с генераторами i,j и отношениями 
{\displaystyle i^{2}=j^{2}=\eta ,\qquad ij=-ji.}
При выборе подходящего порядка кватернионов Гурвица {\displaystyle {\mathcal {Q}}_{\mathrm {Hur} }} в алгебре кватернионов Γ(I) становится группой элементов с нормой 1 в {\displaystyle 1+I{\mathcal {Q}}_{\mathrm {Hur} }}.  Наименьшее абсолютное значение следа гиперболического элемента в {\displaystyle \Gamma (I)} равно {\displaystyle \eta ^{2}+3\eta +2}, что соответствует значению 3,936 для систолы квартики Клейна, одного из самых высоких для этого рода.

## Мозаика

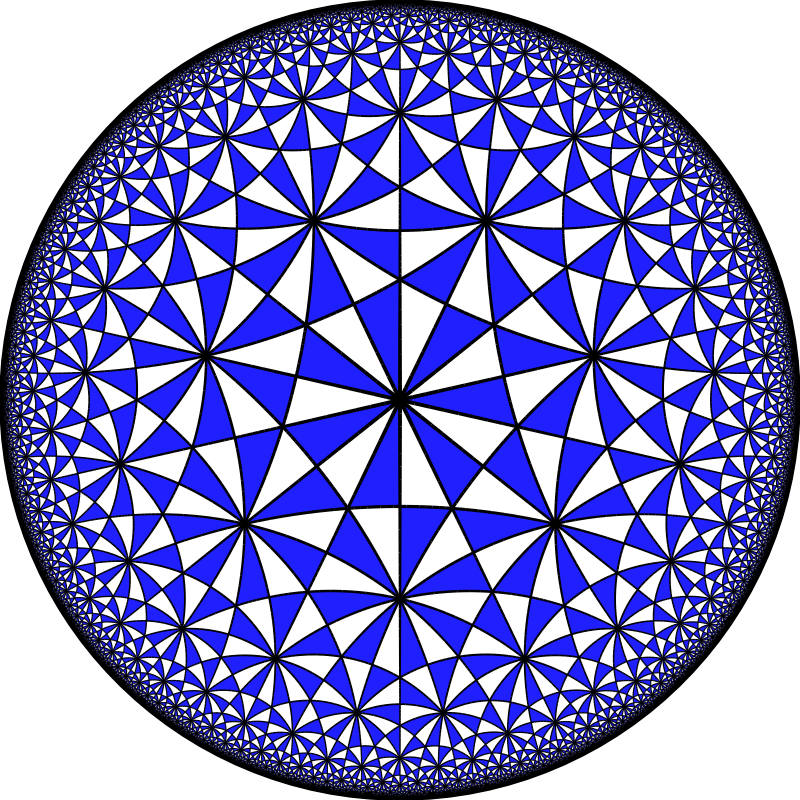
Мозаика квартики областями отражения является фактором половинчатой семиугольной мозаики порядка 3.

Квартика Клейна допускает замощения, связанные с группой симметрии («регулярное отображение») и они используются для понимания группы симметрии, что восходит ко времени оригинальной статьи Клейна. Если дана фундаментальная область действия группы (для полной, сохраняющей ориентацию группы симметрий, треугольник (2,3,7)), области отражения (образы фундаментальной области под действием группы) дают замощение квартики, такое что группа автоморфизмов мозаики равна группе автоморфизмов поверхности — отражения относительно прямых в мозаике соответствуют отражениям в группе (отражения относительно прямых данного фундаментального треугольника даёт множество из 3 отражений). Эта мозаика является фактор-пространством половинчатой семиугольной мозаики порядка 3 гиперболической плоскости (универсальное накрытие квартики) и все поверхности Гурвица замощаются таким же образом, как факторы.
Эта мозаика является однородной, но не правильной (она состоит из  разносторонних треугольников) и часто вместо её используется правильное замощение. Может быть использован фактор любой мозаики на семействе (2,3,7) (и он будет иметь ту же самую группу автоморфизмов). Двумя правильными мозаиками является замощение  24-я правильными гиперболическими семиугольниками, каждый степени 3 (имеющих общие 56 вершин) и двойственное замощение 56-ю правильными треугольниками, каждый степени 7 (имеющих общие 24 вершины). Порядок группы автоморфизмов одинаков, поскольку равен произведению числа многоугольников на число рёбер в многоугольниках.
24 × 7 = 168
56 × 3 = 168
Накрывающими мозаиками гиперболической плоскости являются семиугольными мозаиками порядка 3 и треугольными мозаиками порядка 7.
Группа автоморфизмов может быть расширена (симметриями, не реализованными в мозаике) для получения группы Матьё M24.
Каждой мозаике квартики (разбиению многообразия квартики на подмножества) соответствует абстрактный многогранник, который абстрагирован от геометрии и лишь отражает комбинаторику мозаики (это является общим способом получения абстрактного многогранника из мозаики) — вершины, рёбра и грани многогранника равны (как множества) вершинам, рёбрам и граням мозаики с тем же отношением инцидентности и (комбинаторная) группа автоморфизмов абстрактного многогранника равна (геометрической) группе автоморфизмов квартики. Таким способом геометрия сводится к комбинаторике.

### Аффинная квартика
Выше описана мозаика проективной квартики (замкнутого многообразия). Аффинная квартика имеет 24 каспа (топологических проколов), которые соответствуют 24 вершинам правильной треугольной мозаики, или, эквивалентно, центрами 24 семиугольников в семиугольной мозаике и может быть реализована следующим образом.
Рассмотрим действие SL(2, R) на верхнюю полуплоскость модели H2 гиперболической плоскости преобразованиями Мёбиуса. Аффинная квартика Клейна может быть получена как фактор-пространство {\displaystyle \Gamma (7)\setminus \mathbf {H} ^{2}}. (Здесь {\displaystyle \Gamma (7)} — конгруэнтная подгруппа группы SL(2, Z), состоящая из матриц, конгруэнтных единичной матрице, если все элементы матрицы берутся по модулю 7.)

## Фундаментальная область и разложение на штаны

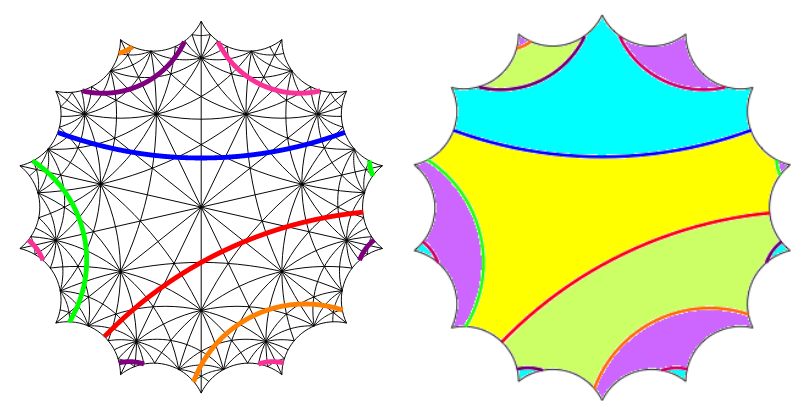
Разложение на штаны квартики Клейна. Рисунок слева показывает геодезические в замощении (2,3,7) фундаментальной области. На фигуре справа каждые штаны выкрашены в отдельный цвет, чтобы показать, какая часть фундаментальной области принадлежит какой паре щтанов.

Квартика Клейна может быть получена как фактор-пространство гиперболической плоскости посредством действия фуксовой группы. Фундаментальная область — правильный 14-угольник, имеющий площадь {\displaystyle 8\pi } по формуле Гаусса — Бонне. Фундаментальную область можно видеть на приведённом рисунке, который включает 336 треугольников (2,3,7), замощающих поверхность и генерирует её группу симметрий.

Фундаментальная область квартики Клейна. Поверхность получается путём отождествления сторон с одинаковыми номерами.

Внутри мозаики из треугольников (2,3,7) находится мозаика из 24 правильных семиугольников. Систола поверхности проходит через середины 8 сторон семиугольников. По этой причине в литературе её называют «восьмиступенчатой геодезической», и по той же причине книга Сильвио Леви о квартике Клейна называется «The Eightfold way» («Восьмикратный путь»). Все цветные кривые на рисунке, показывающем разложение на штаны, являются систолами, однако это только часть из них, всего их 21. Длина систолы равна 
{\displaystyle 16\mathrm {sh} \,^{-1}\left(\left({\tfrac {1}{2}}{\sqrt {\mathrm {cosec} \,^{2}\left({\tfrac {\pi }{7}}\right)-4}}\right)\sin \left({\tfrac {\pi }{7}}\right)\right)\approx 3.93594624883.}
Эквивалентная формула 
Невозможно разобрать выражение (синтаксическая ошибка): {\displaystyle 8\\mathrm{ch}\,^{-1}\left(\tfrac{3}{2}-2\sin^2\left(\tfrac{\pi}{7}\right)\right).}

В то время как квартика Клейна максимизирует группу симметрии для поверхностей рода 3, она не максимизирует длину систолы . Есть предположение, что максимизирует длину систолы поверхность, обозначаемая «M3»(Schmutz 1993). M3 получается из замощения треугольниками (2,3,12) и её систола равна произведению 24 на длину
Невозможно разобрать выражение (синтаксическая ошибка): {\displaystyle 2\\mathrm{ch}\,^{-1}\left(2+\sqrt{3}\right)\approx3.9833047820988736.}

Квартика Клейна может быть разложена на четыре пары штанов путём рассечения вдоль шести систол. Это разложение даёт симметричное множество координат Фенхеля – Нильсена, где параметры длины все равны длине систолы, а параметры скручивания все равны  {\displaystyle {\tfrac {1}{8}}} длины систолы. В частности, если обозначить длину систолы через {\displaystyle l(S)} , координаты будут равны
{\displaystyle \left\{l(S),{\tfrac {l(S)}{8}};l(S),{\tfrac {l(S)}{8}};l(S),{\tfrac {l(S)}{8}};l(S),{\tfrac {l(S)}{8}};l(S),{\tfrac {l(S)}{8}};l(S),{\tfrac {l(S)}{8}}\right\}.}
Кубический граф, соответствующий разложению на штаны, является  тетраэдральным графом, то есть графом с 4 вершинами, каждая из которых соединена рёбрами с остальными тремя. Тетраэдральный граф подобен графу проективной плоскости Фано. В действительнсти, группа автоморфизмов квартики Клейна изоморфна группе автоморфизмов плоскости Фано.

## Спектральная теория

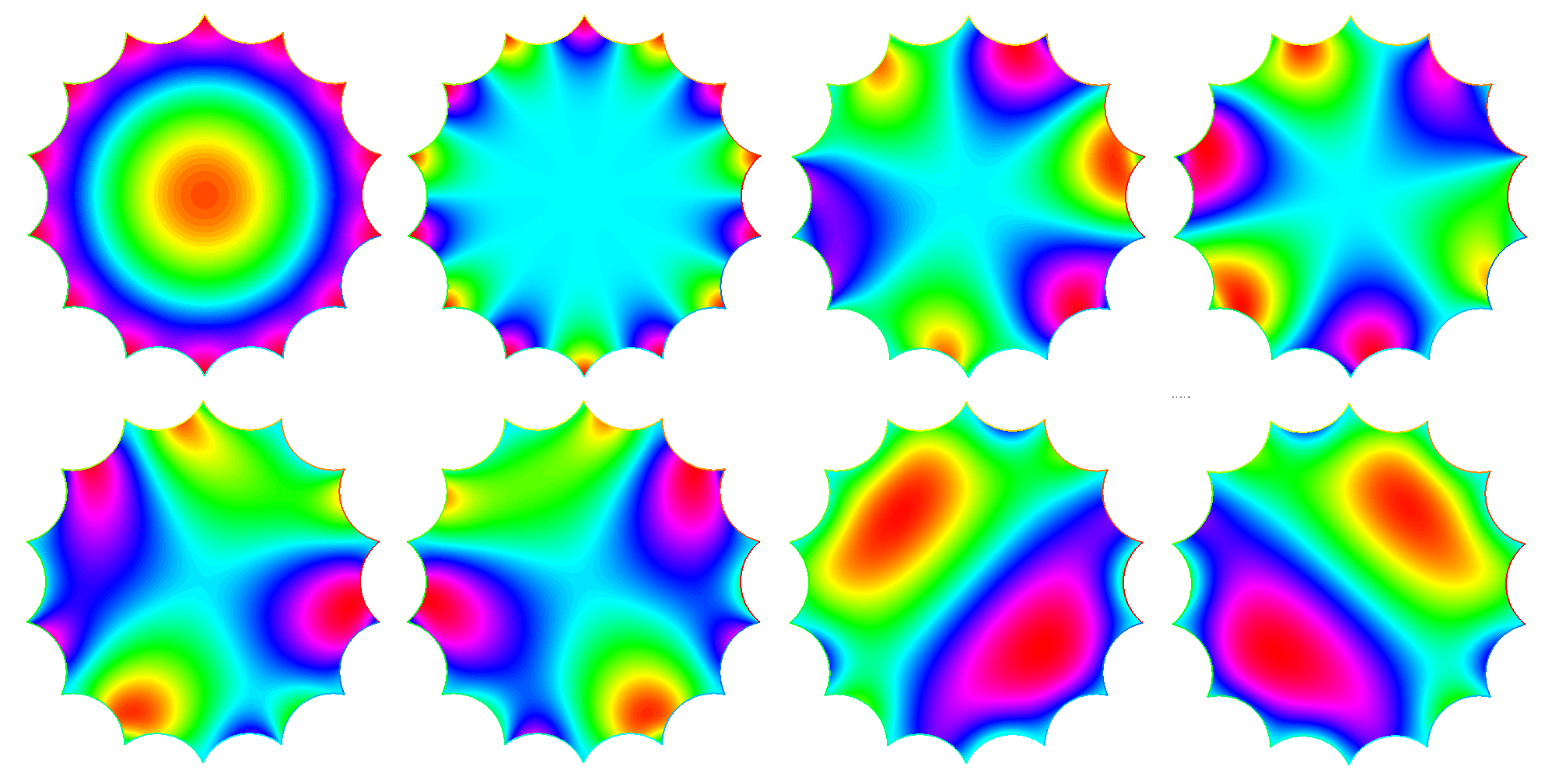
Восемь функций, соответствующих первому положительному собственному значению квартики Клейна. Функции равны нулю вдоль светлоголубых линий. Рисунки были получены в FreeFEM++.

Мало что доказано в спектральной теория квартики Клейна. 
Поскольку квартика Клейна имеет наибольшую группу симметрии среди поверхностей своего топологического класса, очень похоже на поверхность Больцы рода 2, было выдвинуто предположение, что она максимизирует первое положительное собственное значение оператора Лапласа среди всех римановых поверхностей рода 3 с отрицательной постоянной кривизной. Она максимизирует также кратность первого положительного собственного значения (8) среди всех таких поверхностей,что было недавно доказано.
Собственные значения квартики Клейна были вычислены с различной степенью точности. Первые 15 различных положительных собственных значений показаны в следующей таблице вместе с их кратностью.
| Собственное значение          | Численное значение | Кратность |
| ----------------------------- | ------------------ | --------- |
| {\displaystyle \lambda _{0}}  | 0                  | 1         |
| {\displaystyle \lambda _{1}}  | 2.67793            | 8         |
| {\displaystyle \lambda _{2}}  | 6.62251            | 7         |
| {\displaystyle \lambda _{3}}  | 10.8691            | 6         |
| {\displaystyle \lambda _{4}}  | 12.1844            | 8         |
| {\displaystyle \lambda _{5}}  | 17.2486            | 7         |
| {\displaystyle \lambda _{6}}  | 21.9705            | 7         |
| {\displaystyle \lambda _{7}}  | 24.0811            | 8         |
| {\displaystyle \lambda _{8}}  | 25.9276            | 6         |
| {\displaystyle \lambda _{9}}  | 30.8039            | 6         |
| {\displaystyle \lambda _{10}} | 36.4555            | 8         |
| {\displaystyle \lambda _{11}} | 37.4246            | 8         |
| {\displaystyle \lambda _{12}} | 41.5131            | 6         |
| {\displaystyle \lambda _{13}} | 44.8884            | 8         |
| {\displaystyle \lambda _{14}} | 49.0429            | 6         |
| {\displaystyle \lambda _{15}} | 50.6283            | 6         |

## 3-мерные модели
Квартика Клейна не может быть реализована в виде 3-мерной фигуры в том смысле, что никакая 3-мерная фигура не имеет (вращательные) симметрии, равные PSL(2,7), поскольку PSL(2,7) не вкладывается в виде подгруппы в группу SO(3) (или O(3)) – она не имеет (нетривиального) 3-мерного линейного представления над полем вещественных чисел.
Однако, было дано много 3-мерных моделей квартики Клейна, начиная с оригинальной статьи Клейна, которые ориентированы на демонстрацию квартики с попытками сохранить симметрии топологически, хотя геометрически не все. Результирующие модели наиболее часто имеют либо тетраэдральную (порядка 12), либо октаэдральную (порядка 24) симметрию. Оставшуюся симметрию порядка 7  нелегко визуализировать и, фактически, это является заголовком статьи Клейна.
Наиболее часто квартика моделируется либо гладкой поверхностью рода 3 с тетраэдральной симметрией (замена рёбер правильного тетраэдра трубками/ручками даёт такую форму), которые назвали «tetruse», или путём многогранных аппроксимаций. В обоих случаях это является вложением фигуры в 3-мерное пространство. Наиболее замечательная гладкая модель — скульптура Восьмеричный путь Хеламана Фергюсона в Математическом научно-исследовательском институте в Беркли, сделанный из мрамора и серпентинита, открытая 14 ноября 1993. Скульптура приведена на обложке книги Леви Восьмеричный путь. Заглавие отсылает к факту, что начиная с любой вершины триангулированной поверхности и двигаясь по рёбрам, если вы поочерёдно поворачиваете влево или вправо при достижении ребра, вы всегда возвращаетесь в исходную точку после прохождения восьми рёбер.  Появление скульптуры привело позднее к публикации книги статей Леви, в котором детализированы свойства квартики и в которой содержится первый перевод на английский статьи Клейна. Полиэдральные модели с тетраэдральной симметрией часто имеют в качестве выпуклой оболочки усечённый тетраэдр — см. статью  Шульте и Уиллса, а также статью Шолля, Шюрмана и Уиллса  для примеров и иллюстраций. Некоторые из этих моделей состоят из 20 треугольников или 56 треугольников (абстрактно, правильный косой многогранник {3,7|,4}, с 56 гранями, 84 рёбрами и 24 вершинами), который нельзя реализовать с равными рёбрами и скрученными трубками (вместо рёбер тетраэдра, в то время как другие имеют 24 семиугольника – эти семиугольники можно сделать планарными, хотя и не выпуклыми, и модели сложнее, чем модели с треугольниками, поскольку сложность отражается в форме (негнущихся) семиугольных граней, а не в вершинах.

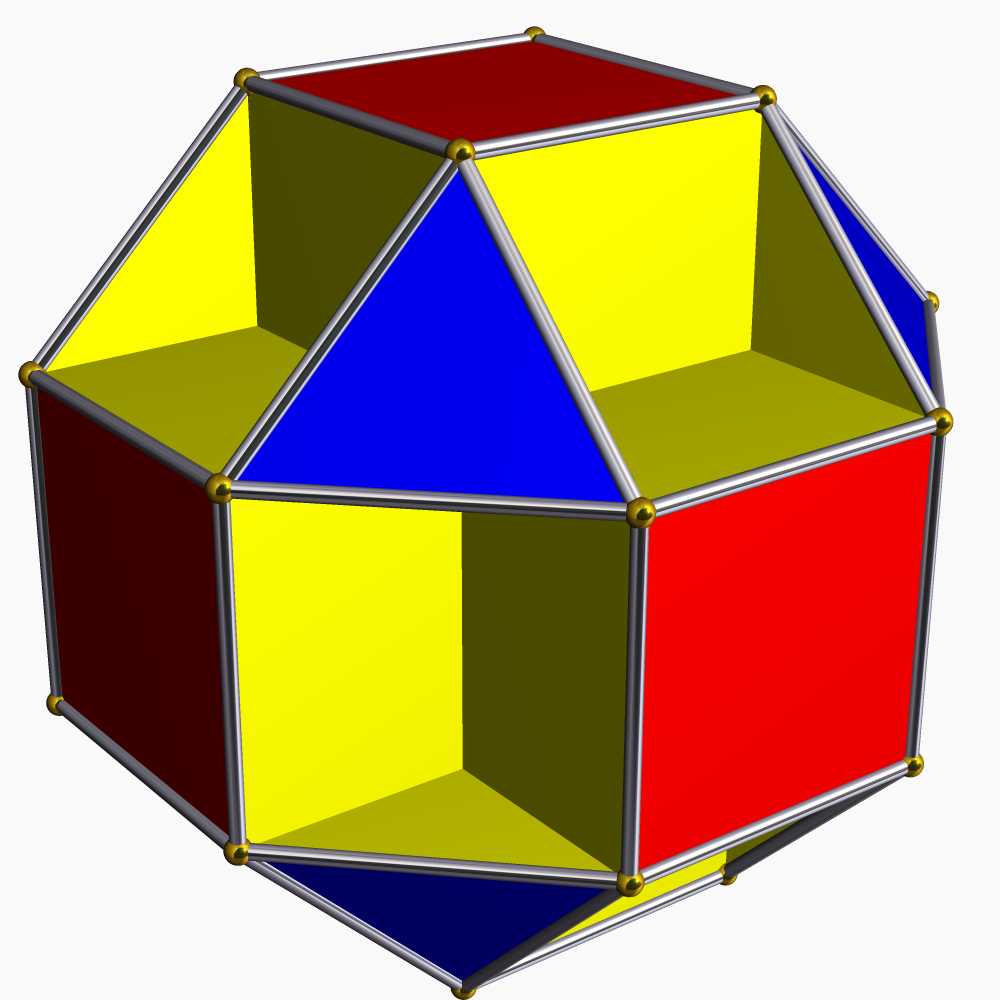
Малый кубокубоктаэдр является многогранным погружением мозаики в квартику Клейна с октаэдральной симметрией.

Альернативно, квартику можно смоделировать как многогранник с октаэдральной симметрией — Клейн моделировал квартику как форму с октаэдральной симметрией и точками на бесконечности («открытый многогранник»), а именно, три гиперболоида на ортогональных осях. Также квартику можно смоделировать как замкнутый многогранник, который должен быть погружён (с самопересечением), не вложен. Такие многогранники могут иметь различные выпуклые оболочки, включая усечённый куб, плосконосый куб или ромбокубооктаэдр, как в малом кубокубоктаэдре справа. Погружение в малый кубокубоктаэдр получается путём объединения некоторых треугольников (2 треугольника образуют квадрат, 6 образуют восьмиугольник), что можно визуализировать путём раскраски треугольников (соответствующая мозаика является топологически, но не геометрически мозаикой 3 4 | 4). Это погружение можно также использовать для геометрического построения группы Матьё M24 путём добавления PSL(2,7) перестановок, переставляющих противоположные точки диагоналей (делящих грань пополам) квадратов и восьмиугольников .

## Детские рисунки
Детский рисунок (по-французски «dessin d'enfant») квартики Клейна, ассоциируемый с факторотображением с помощью группы автоморфизмов (по римановой сфере), это в точности 1-скелет семиугольной мозаики порядка 3.То есть, факторотображение ветвится над точками 0, 1728 и ∞. Деление на 1728 даёт функцию Белого (ветвящуюся в 0, 1 и ∞), где 56 вершин (чёрные точки на «детском рисунке») лежат над 0, середины 84 рёбер (белые точки на «детском рисунке») лежат над 1, а центры 24 семиугольников лежат над бесконечностью. Результирующий рисунок является «платоновым» рисунком в том смысле, что он рёберно транзитивен и «чист» (каждая белая точка имеет валентность 2).

## Связанные поверхности
Квартика Клейна связана с различными другими поверхностями.
Геометрически, это наименьшая поверхность Гурвица (наименьший род). Следующей по величине является поверхность Макбита (рода 7), а следующей является первая тройка Гурвица (3 поверхности с родом 14). 
Это наиболее симметричная поверхность с данным родом (будучи поверхностью Гурвица). В этом классе  поверхность Больца является наиболее симметричной поверхностью с родом 2, в то время как поверхность Бринга является наиболее симметричной поверхностью с родом 4  – см. «Изометрии римановых поверхностей».
Алгебраически, (аффинная) квартика Клейна является модулярной кривой X(7), а проективная квартика Клейна является её компактифацией, точно так же, как додекаэдр (с каспом в центре каждой грани) представляет собой модулярную кривую X(5).  Это объясняет её важность для теории чисел.
Более тонко, (проективная) квартика Клейна является кривой Шимуры (как поверхности Гурвица рода 7 и 14), и как таковая параметризует главнополяризованные абелевы многообразия размерности 6.
Что ещё более необычно, квартика Клейна формирует часть «троицы» в смысле Владимира Арнольда, которая может быть описана как  соответствие Маккея. В этом наборе проективные специальные линейные группы PSL(2,5), PSL(2,7) и PSL(2,11) (с порядками  60, 168, 660) аналогичны и соответствуют икосаэдральной симметрии (род 0), симметриям квартики Клейна (род 3) и бакибол-поверхности (род 70). Кроме того, они связаны со многими другими исключительными явлениями, которые подробно описаны в разделе «троицы» статьи «ADE-классификация».